# Teatro Fernán Gómez

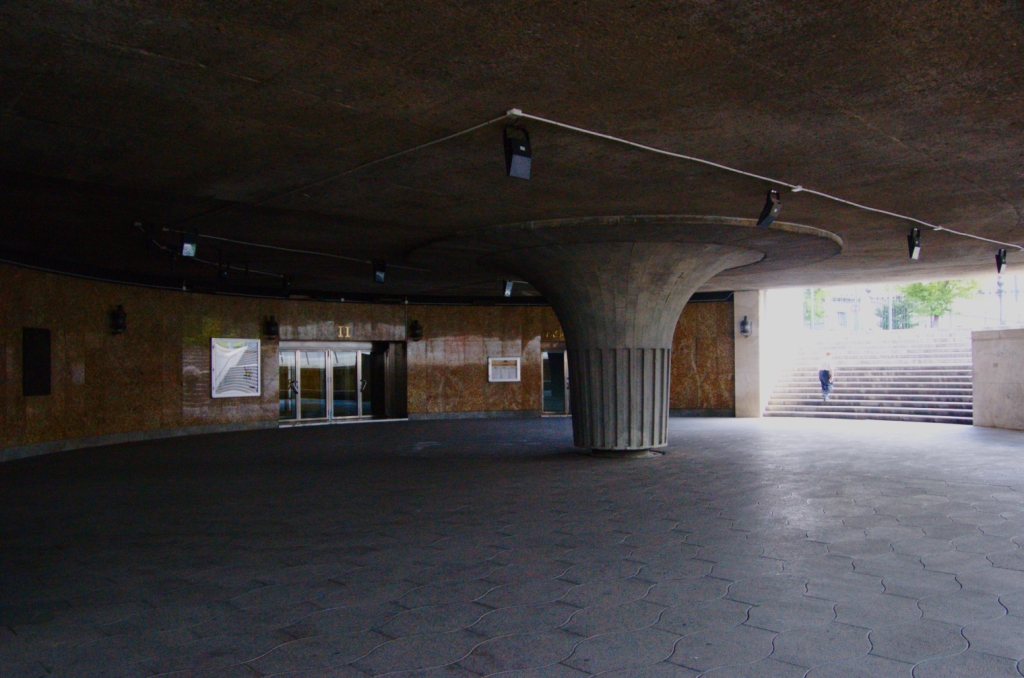
Vestíbul d'entrada del teatre, sota la plaça de Colón.

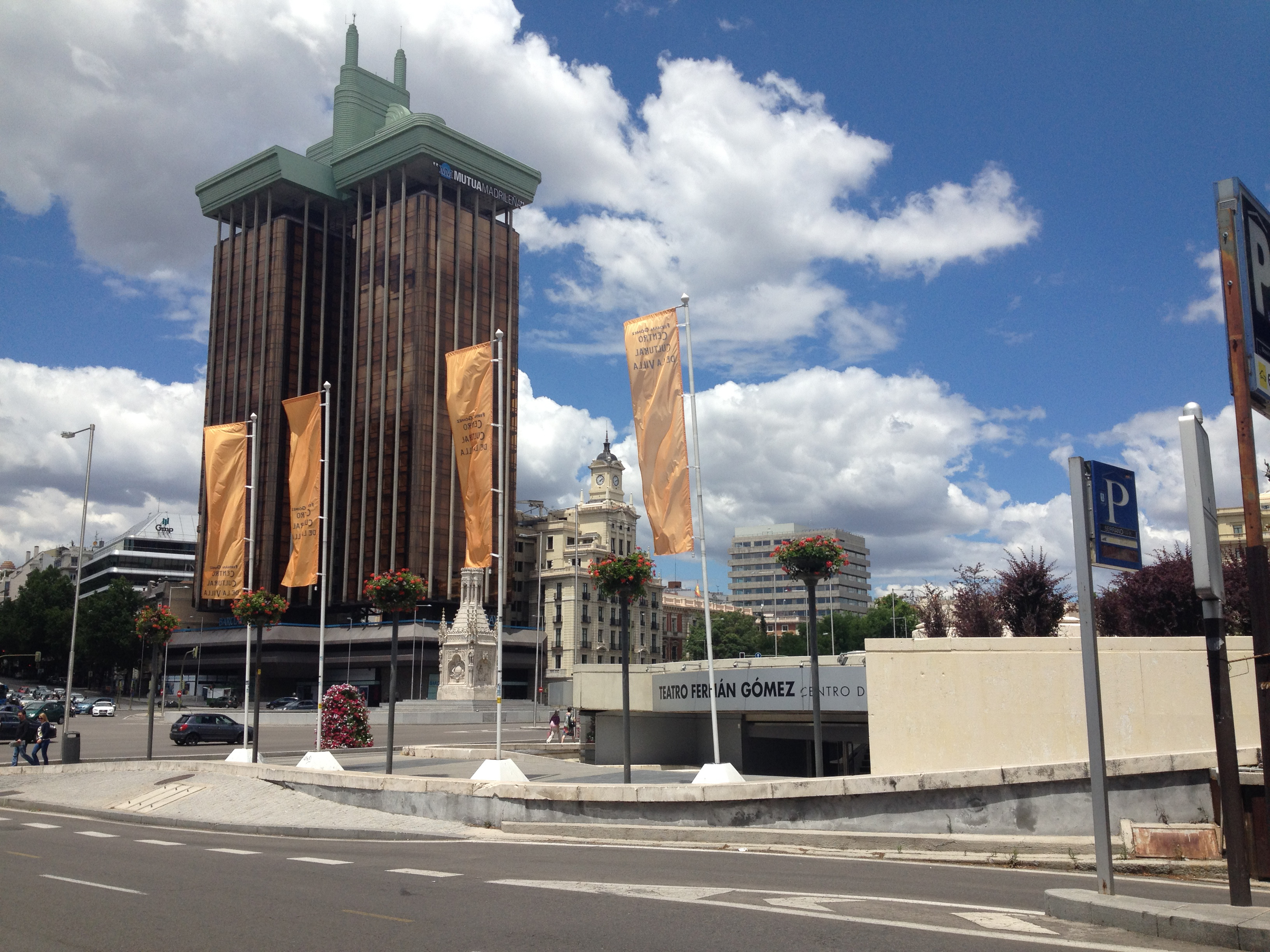
Entrada al Teatro Fernán Gómez a la Plaça de Colón en 2014

El Fernán Gómez Centro Cultural de la Villa (anteriorment denominat Centro Cultural de la Villa de Madrid, i després Teatro Fernán Gómez - Centro de Arte) és un teatre i centre cultural situat a la ciutat de Madrid en Espanya.

## Història
Situat a la Plaça de Colón en un subterrani sota els Jardins del Descubrimiento, va ser inaugurat el 15 de maig de 1977. El primer espectacle representat sobre els escenaris del centre va ser el denominat Primer festival Folklòric Hispanoamericà. Des d'aquest primer any inaugural, es van combinar en el programa tant obres de teatre d'autors clàssics i contemporanis (El caballero de Olmedo, La malquerida, La venganza de Don Mendo) com a ballet, sarsuela, espectacles infantils, concerts i exposicions.
Des de 2007 el Teatre va adoptar el nom de l'actor i autor Fernando Fernán Gómez, mort aquest any, i passà a denominar-se «Teatro Fernán Gómez - Centro de Arte». Al setembre de 2013, l'Ajuntament de Madrid va acomiadar al director del teatre i va anunciar la seva intenció de privatitzar la seva gestió, la qual cosa va provocar protestes del món cultural. Després de considerar la possibilitat d'anomenar-lo «Centro Cultural de la Villa - Centro de Arte» i deixar el nom de Fernán Gómez per a una de les seves sales, es va decidir recuperar la seva antiga denominació per a canviar-lo de nom Centro Cultural de la Villa – Teatro Fernán Gómez. En 2014, el teatre s'anomena «Fernán Gómez Centro Cultural de la Villa».

## Muntatges
Alguns dels muntatges en el Teatre inclouen
- Abejas en diciembre (1987), d'Alan Ayckbourn, amb Irene Gutiérrez Caba i Manuel Galiana.
- Angelina o el honor de un brigadier (1978), d'Enrique Jardiel Poncela, amb Antonio Garisa i Gemma Cuervo.
- Casa de muñecas (2011), de Henrik Ibsen, amb Silvia Marsó i Roberto Álvarez.
- Celos del aire (1990), de José López Rubio, amb Julia Trujillo i Aurora Redondo.
- El alcalde de Zalamea (1979), de Calderón de la Barca, amb Fernando Fernán Gómez.
- El gran teatro del mundo (1981), de Calderón de la Barca, amb Emma Cohen.
- El rayo (1990), de Pedro Muñoz Seca, amb Julia Trujillo.
- El señor de las patrañas (1990), de Jaime Salom, amb Francisco Valladares i Emma Penella.
- El sueño de una noche de verano (1980), de William Shakespeare, amb Concha Goyanes i Imanol Arias.
- Eloísa está debajo de un almendro (1991), d'Enrique Jardiel Poncela, amb Fernando Delgado i María Kosty.
- La molinera de Arcos (1980), de Alejandro Casona, amb Luis Escobar i José Sancho.
- La casa de Bernarda Alba (2005), de Federico García Lorca, amb Margarita Lozano i María Galiana.
- La señorita de Trevélez (1979), de Carlos Arniches, amb Irene Gutiérrez Caba.
- Las galas del difunto (1987), de Ramón María del Valle-Inclán, amb Antonio Dechent.
- Los intereses creados (1978), de Jacinto Benavente, amb José María Rodero i Elvira Quintillá.
- Madre amantísima (2003), de Rafael Mendizábal, amb Manuel Gallardo.
- Madrugada (2001), d'Antonio Buero Vallejo, amb Manuel de Blas i Kiti Mánver.

## Estructura
El Teatre compta amb tres sales. La principal, denominada, Sala Guirau, amb aforament per a 682 persones. La denominada Sala Jardiel Poncela, amb capacitat per a fins a 175 persones i finalment la sala d'exposicions.

## Altres usos
A més de sala d'exposicions i sala de concerts, en el Teatre Fernán Gómez, s'han situat les capelles ardents d'alguns dels més cèlebres artistes espanyols dels segles XX i XXI, com Lola Flores (1995), Rocío Jurado (2006), o Tony Leblanc (2012).